# ウゴ・バンセル・スアレス
ウゴ・バンセル・スアレス（Hugo Banzer Suárez : 1926年5月10日 - 2002年5月5日）は、ボリビアの軍人、政治家、独裁者。2度ボリビア大統領を務めている。1度目は1971年8月22日から1978年7月21日までの間クーデターにより着任、2度目は1997年8月6日から2001年8月7日までの間公式に選出されて着任。

## 経歴
バンセルはドイツ移民の子孫として生まれ、ボリビア・アルゼンチン・ブラジル・アメリカ合衆国の軍学校に通った。合衆国ではテキサス州のフォートウッドにある装甲騎兵隊学校や、パナマ運河（当時、現在は米ジョージア州に所在）のスクール・オブ・ジ・アメリカス（米軍が南米の軍人に、「反乱の鎮圧」として、拷問や殺害の技術を教え訓練する悪名高い施設）に通っていた。
1961年陸軍大佐に昇進。3年後、バンセルの友人であるレネ・バリエントス・オルトゥーニョ将軍の元で教育文化大臣に任命される。次第に政治的影響力を強め、ボリビア軍内では右派の勢力となる。また、陸軍士官学校とグアルベルト・ビジャロエル陸軍学校の学長を務め、反ゲリラ闘争に携わった。
1970年10月、右翼クーデターを起こして当時の軍人大統領アルフレード・オバンド・カンディーア将軍を更迭させたが、すぐに左翼のフアン・ホセ・トーレス・ゴンサーレス将軍による反動クーデターによりひっくり返された。バンセルは国外に逃亡したが、権力への野望は捨てなかった。
この失敗の後、1971年8月18日にバンセルはサンタ・クルス・デ・ラ・シエラにおいて革命的な暴動を起こす事に成功し、多くの支持者を得てラパスの首都機能を統制するに至る。3名の連合による軍部暫定政府の一員となり、8月22日には全権を掌握した。その後7年間、軍の最高司令官も兼務する彼は、選挙によらないまま大統領としてボリビアを独裁した。
政治的な対立により、バンセルは1974年に左派政党を解散させ、ボリビア中央労働者連合 (Central Obrera Boliviana : COB)の活動を禁止、さらに大学を閉鎖した。元大統領のビクトル・パス・エステンソロの政党、民族革命運動党（Movimiento Nacionalista Revolucionario : MNR）（中道右派）と、極右のボリビア社会主義政治結社（Falange Socialista Boliviana）がすぐに支持を表明した。
人権団体は、バンセルが任期であった1971年から1978年の間に権力強化を図った結果、数千のボリビア国民が他国に避難を余儀なくされ、3,000人が政治犯として逮捕され、200人が殺害されたと報告した。 （この権力強化は「バンセル化（banzerato）」と呼ばれている。）パス・エステンソロも結局亡命し、エルナン・シレス・スアソ元大統領は逮捕、フアン・ホセ・トーレス元大統領は亡命先で暗殺されるという事件が発生する中、1978年に9年ぶりの大統領選挙が実施されるが不正投票疑惑などで選挙は不成立。フアン・ペレーダ・アスブン空軍大将によるクーデターによりバンセルは職を失った。
1997年、バンセルは民主的な手続きに則って5年任期の大統領職に復帰した。この時は1979年に彼が創設した民族民主行動党（Acción Democrática Nacionalista : ADN）の党首であった。この前に、1979年、1980年、1985年、1989年、1993年の5回、彼は大統領に立候補したが落選している。
バンセルは、前任者であるゴンサロ・サンチェス・デ・ロサダが進めた民営化路線を修正し、国営企業を取り戻す事を公約。また、アメリカ合衆国の後押しによってコカ絶滅作戦と呼ばれるボリビア国内の麻薬一掃計画を進めたが、これは物議をかもした。そもそも、コカ栽培は彼の1期目の任期中に綿花からの転作が進んで大きく増産されたものであった。
1999年末から2000年にかけて、アメリカ合衆国企業に買収されていたコチャバンバの水道会社に対する抗議行動が激化。これは「コチャバンバ水紛争」と呼ばれ、コカ絶滅作戦に反対するチャパレ地域のコカ生産農家のストライキや暴動と合わさって国内は混乱した。結局コカ絶滅作戦は一部撤回され、伝統的な使用のためのコカ葉の栽培や流通が認められる事となる。
2001年に彼は肺癌を患い、8月7日に大統領職を退いて副大統領であるホルヘ・キローガ・ラミーレスに道を譲った。2002年5月5日に死亡するまで、彼はADNの党首を務めていた。

## 脚註
1. ↑  スペイン語の一般的な表記方法では、"Banzer"は"Bánzer"と綴られるのが正しい。しかし、バンセルはドイツ語に由来する名字であるため、アセントはつけない。